# Manuel Fleitas Solich
Manuel Agustín Fleitas Solich, mais conhecido apenas como Fleitas Solich (Assunção, 30 de dezembro de 1900 – Rio de Janeiro, 19 de março de 1984) foi um futebolista e treinador de futebol paraguaio, que atuou como meia. Era conhecido pelo apelido de "El Brujo" e como o "Feiticeiro". Na atualidade por sua brilhante carreira, no seu nome é entregado uma condecoração em Paraguay aos melhores deportistas chamado: Medalla al Mérito Deportivo "Manuel Fleitas Solich".

## Carreira

### Como jogador
Iniciou sua carreira no Nacional em 1918. Em 1919, foi convocado para a Seleção Paraguaia. Pelo Nacional, foi campeão paraguaio em 1924 e 1926. Em 1927, transferiu-se para o Boca Juniors, onde foi capitão e campeão argentino. Neste mesmo ano, sofreu uma lesão muito grave que comprometeu sua carreira. Atuou pelo Boca Juniors em 99 partidas e marcou 15 gols.
Pela seleção de seu país, disputou o campeonato sul-americano (hoje Copa América) em cinco ocasiões: 1921, 1922, 1924, 1925 e 1926.

### Como treinador
Após acumular por vários anos da década de 1920 as funções de jogador e treinador, Fleitas Solich dirigiu a Seleção Paraguaia na Copa América nas edições de 1937, 1939, 1942, 1949 e 1953, sendo que nesta última se sagrou campeão contra o Brasil. Também comandou a seleção na Copa do Mundo de 1950.
A vitória contra o Brasil, chamou a atenção dos dirigentes do Flamengo, que o contrataram . No Rubro-Negro, ganhou o segundo tricampeonato carioca do clube, nos anos de 1953, 1954 e 1955. Além do Flamengo, dirigiu Bahia, Palmeiras, Corinthians, Atlético Mineiro e Fluminense.
Na Europa, Fleitas Solich dirigiu o Real Madrid na temporada 1959-60, onde obteve 21 vitórias, 5 empates e 4 derrotas,
Também foi treinador da Seleção Peruana e dos clubes argentinos Newell's Old Boys e Quilmes. No Paraguai, dirigiu Libertad e Nacional.

## Títulos

### Como jogador
Nacional
- Campeonato Paraguaio: 1924 e 1926

Boca Juniors
- Campeonato Argentino: 1930, 1931, 1934 e 1935

### Como treinador
Libertad
- Campeonato Paraguaio: 1943

Seleção Paraguaia
- Campeonato Sul-Americano: 1953

Flamengo
- Torneio Rio-São Paulo: 1961
- Taça dos Campeões Estaduais Rio–São Paulo: 1955
- Campeonato Carioca: 1953, 1954 e 1955

Corinthians
- Taça Estado de São Paulo: 1962

Atlético-MG
- Taça Brasil - Zona Central: 1967

Bahia
- Campeonato Baiano: 1970 e 1971